# Beregszászi Lajos
Beregszászi Lajos (született: Beregszászy Lajos) (Békés, 1817. január 15. – Budapest, 1891. március 4.) magyar zongorakészítő. Réczey Imre magyar sebész, egyetemi tanár veje.

## Életpályája
Az 5. gimnázium osztályt Mezőtúron végezte el. Ezt követően Temesváron, Pesten, Hamburgban, Londonban és Bécsben (1844) tanult. 1844-ben Mata Ferenccel műhelyt nyitott Bécsben. 1845-ben részt vett a bécsi iparmű kiállításon. 1846–1879 között Pesten dolgozott. 1846-ban a pesti iparmű kiállítás résztvevője volt. 1854-ben a müncheni nagy iparműtárlaton jónak találták zongoráit; dicsérő oklevelet küldtek neki. 1855-ben, 1867-ben, és 1878-ban Párizsban szerepelt világkiállításon. 1862-ben és 1871-ben Londonban volt világkiállítása. 1868-ban a Magyar Királyi Udvari Zongorakészítő cím birtokosa lett. 1873-ben Bécsben állította ki zongoráit.
Párizs, Rotterdam, Magdeburg, Weimar, Lipcse, Velence, Bécs, Törökország városaiba is készített zongorákat. Évente 70-80 zongorát készített.
A zongoraépítés terén értékes találmányai voltak, amelyek közül kiemelkedik az ún. csellórezonáns alkalmazása a zongorafenék kialakításánál illetve a húrrögzítés olyan kialakítása, amely kedvez a stég teherelosztásának.
Sírja a Fiumei úti sírkertben található (19/1-1-14). Feleségével, Ratsch Magdolnával (1817–1905), leányával, Ludovikával (Prof. Réczey Imréné) (1852–1918) és vejével Réczey Imrével, valamint 6/7 évesen elhunyt Géza (1873–1879) unokájával nyugszik. Sírfelirata: „A zongorakészítés legjelentősebb hazai mestere.”

## Művei
- A magyarországi zongoraipar érdekében (Zenészeti Lapok, 1862)
- Eszmék a zongorahangfenék alkatának megjavításához (Zenészeti Lapok, 1862)
- Observations, concerning improvements in the construction of the sounding-board of pianofortes (Pest, 1862)
- Die Klaviere auf der jetzigen Weltausstellung (Pest, 1867)
- Die Steinway'sche Doppelmensur im Lichte der Praxis (Budapest, 1875)
- A magyar zongoraipar állapotáról (Zenészeti Lapok, 1879)
- A hazai zongoraipar érdekében véd- és vádirat (Budapest, 1879)

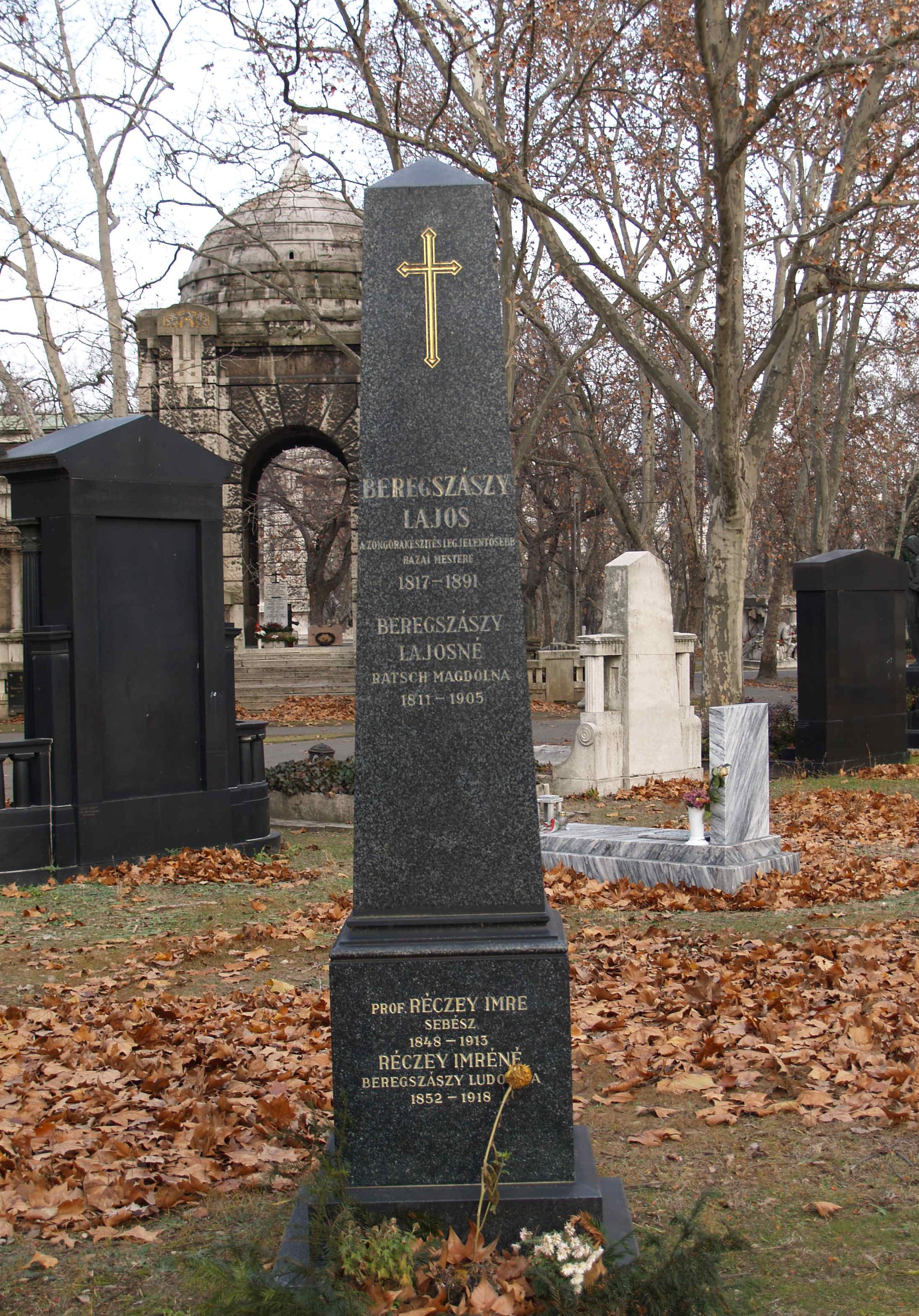
Sírja a Fiumei úti sírkertben (19/1-1-14)